# 加塔
加塔，是西班牙埃斯特雷马杜拉卡塞雷斯省的一个市镇。总面积94平方公里，总人口1824人（2001年），人口密度19人/平方公里。